# Ander Page
Ander Page (Hawái; 28 de enero de 1980) es una actriz pornográfica estadounidense.
Inició trabajando con un fotógrafo y al ver que las modelos hacían más dinero, decide modelar a seguir detrás de las cámaras.
Ander ha filmado más de cincuenta películas porno y ha sido modelo para la revista erótica Hustler posando en la portada en la edición de junio de 2003. En sus filmaciones interpreta la imagen de una colegiala.

## Filmografía
- Lost Innocence 1: Auditions (2002)
- Cum Swapping Sluts 4 (2003)
- Grrl Power 15 (2003)
- Blow Me Sandwich 1 (2003)
- Welcome To The Valley 1 (2004)
- Three's Cumpany (2005)

## Premios y nominaciones
- 2004 XRCO Award nominaciones – Unsung Siren[1]
- 2004 AVN Award nominaciones – Best New Starlet
- 2004 AVN Award nominaciones – Best Anal Sex Scene (2 on 1 #14, nominated with Melody and Erik Everhard)[2]